# Syrup16g
Syrup16g (シロップじゅうろくグラム, shiroppujūrokuguramu) est un groupe de rock japonais (J-rock) aux influences diverses.
Il est composé de trois membres : Takashi Igarashi (五十嵐 隆, 1er juin 1973) pour la guitare et le chant, Daiki Nakahata (中畑 大樹, 25 juillet 1974) pour la batterie et de Maki Kitada (北田 万紀, 4 août 1969) à la basse qui est également membre du groupe Vola & The Oriental Machine.

## Biographie
En 1993, Takashi Igarashi et Daiki Nakahata se rencontrent et forment le groupe: Swims. C’est en écoutant les compositions de Igarashi que Nakahata se décide à jouer avec lui. Une année plus tard, ils sont rejoints par le bassiste Satō Motoaki et un chanteur. Après deux lives, le chanteur quitte le groupe et Igarashi prend sa place. En 1996, ils prennent officiellement le nom de Syrup16g.
En 2001, leur premier album Copy sort chez le label indépendant Daizawa Record et reçoit un accueil très favorable. Leur début chez un major (Columbia) se fait en 2002 grâce au succès de Coup d’État, leur album suivant. C’est à ce moment que Satō quitte le groupe au profit de Maki Kitada.
Depuis le groupe a sorti quatre autres albums, Delayed (2002), Hell See (2003), Mouth to Mouse (2004) et Delayedead (2004). Syrup16g enchaîne travail en studio et tournées. Ils s'arrange pour sortir plus d’un album par an, assurer la promotion de ceux-ci tout en garantissant leur présence aux événements majeurs de la scène rock japonaise tel que le Rock in Japan Festival ou encore le Fuji Rock Festival.
Après que le groupe a décidé de ralentir le rythme de manière à s’adapter aux projets des différents membres, ils ont finalement décidés de se séparer.

## Style musical
Basé sur la guitare et la batterie, Syrup16g propose une musique entraînante avec du rock puissant et passionné mais aussi de calmes ballades. Quel que soit le genre, les paroles sont toujours sombres et très négatives. La voix du chanteur, très expressive a beaucoup fait dans le succès du groupe. Elle apporte en effet une dimension supplémentaire à la musique et sait faire ressentir à l’auditeur, au-delà de la barrière de la langue, les sentiments voulus.
Le groupe peut être classé dans le J-rock, mais aussi dans le japanese power pop. On le compare parfois au groupe anglais Badfinger mais aussi à Radiohead (pour les paroles). Le groupe semble d’ailleurs encourager la comparaison car on entend souvent lors de leurs concerts des reprises du célèbre groupe britannique.

## Shimokitazawa
Shimokitazawa se situe près du quartier de Shibuya à Tōkyō. C’est un haut lieu de la scène indépendante et rock alternatif japonais, c’est de ce quartier qu’émerge Syrup16g. La plupart des groupes naissant à « Shimokita » n’attendent pas, à l’instar de Syrup16g, d’être repéré par un label. Ils produisent et distribuent eux-mêmes leur disques.
Le quartier est très connu pour ses live houses, son mode de vie bohémien, ses troupes de théâtre…

## Discographie
- Albums
  - Copy (2001)
  - Coup d'État (2002)
  - Delayed (2002)
  - Hell See (2003)
  - Mouth to Mouse (2004)
  - Delayedead (2004)
  - Syrup16g (2008)
  - Hurt (2014)
  - darc (2016)
  - delaidback (2017)
- Singles
  - Purple Mukade - パープルムカデ (2003)
  - My Song (2003)
  - Real - リアル (2004)
  - Uoza - うお座 (2004)
  - I.N.M (2004)
- Démos
  - Syrup16g01
  - Syrup16g02
- EP
  - Free Throw (1999)
  - Kranke (2015)
- Compilation
  - Hanaotoko - 花男 (2003)
- DVD
  - Blacksound/Blackhumor (2004)
  - Chishi 10.10 - 遅死10.10 (2005)
  - Daimas no Nikki Special no Nikki - Daimasの日記スペシャルの日記 (2006)
  - GHOST PICTURES (2007)
  - the last day of syrup16g - 「the last day of syrup16g」syrup16g最後の日 The complete document of LIVE FOREVER 〜the last waltz of syrup16g〜 live at 日本武道館 (2008)
  - Daizawa Jidai ~Decade of Daizawa Days~ - 代沢時代 ～Decade of Daizawa Days～ (2012)
  - Saihatsu Kanja - 再発患者 (2016)